# 周知裕
周知裕（9世纪？—934年8月11日），字好问，唐朝末年至五代十国后梁、后唐、后晋官员，幽州人。
周知裕年轻时事奉燕帅刘仁恭为骑将，表授为妫州刺史。后来，改为德州刺史。刘仁恭为其子刘守光所囚，周知裕去事奉刘守光兄刘守文。刘守光又攻杀刘守文，他与张万进立刘守文子刘延祚。刘守光又杀刘廷祚，以其幼子刘继威为留后，镇守沧州。刘继威至张万进家宣淫，张万进将他杀死。第二天，告知周知裕，张万进自称留后，以周知裕为景州刺史。张万进归降后梁，周知裕先至汴京，朱温对他厚待，特置归化军，以周知裕为指挥使。凡军士自河北归顺后梁之人，都隶属于其部下。后梁与晋王李存勖在黄河岸交战，归化军出力甚多，但十余年，周知裕不过就是刺史。同光初年，唐庄宗李存勖入汴京，周知裕与段凝军在黄河岸，听说后梁已亡，想要自杀，被宾客故人劝止，于是在封丘解甲降后唐。李嗣源时为总管，在郊外受降，见到周知裕很高兴，说：“周归化现在是我们的人，没有比这再高兴的了！”令诸子待之为兄。庄宗也很厚待他，被诸校嫉妒。有个壮士唐从益，打猎时想要射杀他，周知裕逃走获免。庄宗诛杀唐从益，以周知裕为房州刺史。魏王李继岌伐前蜀，召为前锋骑将。明宗李嗣源即位，周知裕历任绛州刺史、淄州刺史、宿州团练使。周知裕熟知军务，勤于稼穑，历任州郡，劝课农桑，有政绩，朝廷任命他为安州留后。安州近淮河，风俗讨厌病人，父母有病，不亲自照顾，另置他室，用竹竿挂上食物送饭放下就走，至死也不相近。周知裕召集乡民教导，让他们知道父子骨肉之恩，风俗稍有改变。长兴末年，入朝为右神武统军。清泰元年六月二十八丁酉日，在官任去世。赠太傅。